# Benjamín Gallegos Soto
Benjamín Gallegos Soto (Calvillo, Aguascalientes; 22 de abril de 1960-Aguascalientes, Aguascalientes; 27 de noviembre de 2018) fue un político mexicano, miembro del Partido Acción Nacional.

## Biografía
Fue piloto aviador. Miembro del PAN desde 1988, ocupó varios cargos en la estructura del partido, entre ellos presidente del mismo en Aguascalientes. Fue candidato a presidente municipal y candidato a gobernador del Estado; fue elegido diputado federal a la LVII Legislatura de 1997 a 2000. De 2000 a 2006 fue senador de la República por Aguascalientes.
Falleció en 2018 a causa de un infarto en la ciudad de Aguascalientes.